# Куббар
Куббар (Кубар, Эль-Кубр, араб. جزيرة كبر‎) — необитаемый остров, принадлежащий Кувейту. Расположен в Персидском заливе между островами Файлака и Умм-эль-Марадим, самый южный кувейтский остров после островов Кару и Умм-эль-Марадим, расположенных к юго-востоку. Имеет округлую форму диаметром 370—380 метров, длина с востока на запад 470 метров, ширина с севера на юг 390 метров, площадь 0,14 квадратных километров (14 гектаров).
Представляет собой субтропический коралловый остров. Песчаный остров имеет пляж на севере и каменистые участки с других сторон, особенно с запада, низкие берега, до 5 метров высотой. Часть острова покрыта редким кустарником, другая — однолетними растениями из рода Солянка, есть участки открытой почвы. Остров окружён коралловыми рифами, в том числе риф Тейлор (صخرة تايلور‎), риф Мадайра (شعاب مديرة‎) и риф Ката-ат-Арайфиян (شعاب عريفجان‎). Популярен среди любителей дайвинга. На острове гнездуются несколько видов крачек, в том числе бенгальская, бурокрылая, аравийская крачка и крачка Берга. Тысячи крачек являются главной колонией морских птиц Кувейта, гнездящихся летом в зарослях кустарников рода Сведа. В прошлом на острове выводили потомство зелёная черепаха и бисса. В 1986 году Кувейтский институт научных исследований рекомендовал создать морской парк на острове Куббар. Температура днём до 39 градусов Цельсия в летний период, вечером до 27 градусов Цельсия.
Остров Куббар расположен в 39 километрах к северо-западу от острова Кару, в 46 километрах к северо-западу от острова Умм-эль-Марадим, в 37 километрах к югу от острова Файлака, в 34 километрах к востоку от города Фахайхиль, в 49 километрах к юго-востоку от мыса Эль-Ард в Эс-Салимия, в 38 километрах к северу от мыса и порта Эз-Заур.
К северу от острова проходит морской путь. На острове расположен маяк на солнечной батарее, представляющий собой 25-метровую башню квадратного сечения с металлическим каркасом. Фокальная плоскость расположена на высоте 28 метров. Маяк даёт две белых вспышки каждые 10 секунд. Также на острове расположена базовая станция связи и вертолётная площадка, которая используется береговой охраной.
Иран одно время претендовал на острова Ауха, Куббар и Файлака, от которых отказался по соглашению 1970 года. В 1949 году всеми правами на острова Куббар, Кару и Умм-эль-Марадим завладела американская компания Aminoil, в 1948 году получившая концессию сроком 60 лет на добычу нефти в Нейтральной зоне.
Как и другие острова был оккупирован при вторжении Ирака. На острове похоронены шесть солдат иракских войск, убитых в ходе войны в Персидском заливе в 1991 году.